# Facultad de Filosofía y Educación (Universidad Metropolitana de Ciencias de la Educación)
La Facultad de Filosofía y Educación es una de las cuatro facultades que componen la Universidad Metropolitana de Ciencias de la Educación cuyos orígenes se remontan a la creación del Instituto Pedagógico de la Universidad de Chile, que originalmente se hacía cargo de la cátedras de Filosofía y Educación.
Un análisis hecho por la Universidad Alberto Hurtado concluyó que la facultad tiene la mejor carrera de «Licenciatura y Pedagogía en Educación Diferencial» y la tercera en «Licenciatura y Pedagogía en Filosofía» en la capital.

## Historia

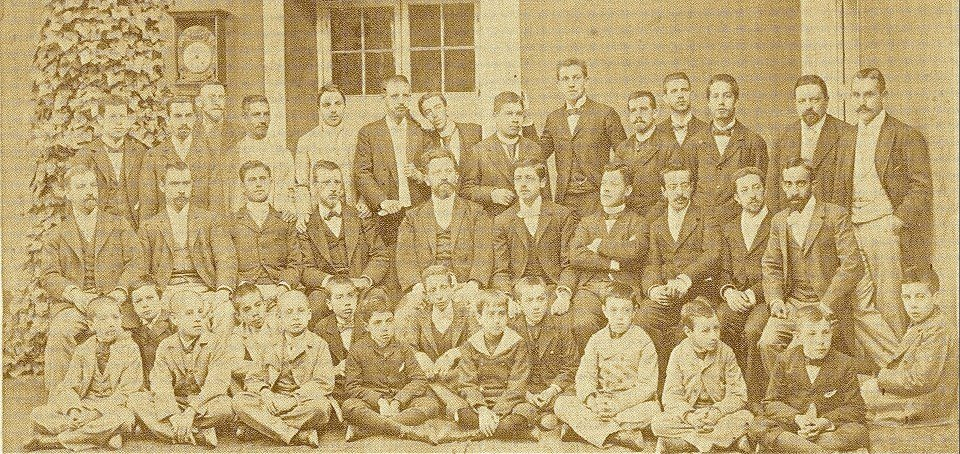
Jorge Enrique Schneider -en el centro- profesor alemán que llegó a Chile para formar parte del primer cuerpo académico de la universidad. Primer profesor de Filosofía y Pedagogía en el pedagógico.

En 1889 fue creado el Instituto Pedagógico, y en sus dependencias se impartían las clases de filosofía y pedagogía. Valentín Letelier y Guillermo Mann contrataron a un grupo de académicos alemanes para conformar el primer cuerpo académico del Pedagógico (actual UMCE). Dentro de ese grupo se encontraba el psicólogo y filósofo Jorge Schneider (egresado de filosofía en la Universidad de Jena y pedagogía Universidad de Leipzig), quien fuera el primer encargado de los estudios de filosofía y educación en la institución.
Amamda Labarca y Dario Salas impulsaron en 1931 la creación de la actual Facultad separada del resto de departamentos del Pedagógico.
En 1960 tras una reforma se declara que:

(...) el Instituto Pedagógico constituye una Escuela dependiente de la Facultad de Filosofía y Educación, cuyos principales propósitos son la formación de los distintos profesionales de la Enseñanza y el estudio de los problemas de la educación chilena
Consejo Universitario de 12 de diciembre de 1962

A nivel nacional por DFL N°1 (30-12-1980) se despoja a las carreras de pedagogía de su calidad universitaria, al mismo tiempo que el Instituto Pedagógico, según Decreto Universitario N°27 (20-01-1981) se transforma en un Instituto Profesional, denominado “Academia Superior de Ciencias Pedagógicas”, al cual se integraba la (ex) Facultad de Educación. Aparte, dejaba a la Facultad de Filosofía, Humanidades y Educación en la U. de Chile, con una estructura de nivel universitario, de investigación y de otorgamiento de grados académicos. El “instituto”, precariza la formación de docentes dejándolos sin grado académico. Un mes después a través del DFL N° 7(20-02-1981) bajo la denominación de “Academia Superior de Ciencias Pedagógicas”, se la separa de la U. de Chile, y de su condición universitaria, declarándola autónoma y sucesora legal de las instituciones anteriores. Cinco años después, por Ley N°18433 del 23 de agosto de 1985, se le repone la condición universitaria al crear la Universidad Metropolitana de Ciencias de la Educación (UMCE), y cinco años más tarde, se inicia la reposición de sus títulos y grados (1990). En estas circunstancias, esta universidad es declarada sucesora del Instituto pedagógico, Departamento de Educación, Facultad de Educación y Academia. Por lo anterior, la actual estructura orgánica de la Facultad de Filosofía y Educación queda determinada según la resolución N°976 del 19 de mayo de 1986.
Actualmente la facultad tiene la mejor carrera de Pedagogía en Educación Diferencial del país y la tercera en Filosofía según el ranking de la Universidad Alberto Hurtado

### Decanos
Decanatos de la Facultad de Filosofía y Educación desde 1990:
| Decano                           | Período         |
| -------------------------------- | --------------- |
| Dr. Jesús González López         | 1991-1993       |
| Mg. Raúl Navarro Piñeiro         | 1993-2000       |
| Dr. Maximino Fernández Fraile    | 2001-2004       |
| Dra. Nolfa Ibáñez Salgado        | 2004-2007       |
| Dr. Maximino Fernández Fraile    | 2007-2010       |
| Mg. Trinidad Román Naranjo       | 2010-2013       |
| Dra. Ana María Figueroa Espínola | 2013-2019       |
| Dra. Solange Tenorio Eitel       | 2019-actualidad |

## Publicaciones

#### Revistas académicas del Dpto. de Filosofía
- Estudios Americanos
- Archivos: Revista de Filosofía

## Carreras
| Departamento                          | Carrera |
| ------------------------------------- | --- |
| Departamento de Filosofía             | - Filosofía |
| Departamento de Educación Básica      | - Educación Básica |
| Departamento de Educación Diferencial | - Educación Diferencial Especialidad Problemas del Aprendizaje - Educación Diferencial Especialidad Problemas de Audición y Lenguaje - Educación Diferencial Especialidad Problemas de la Visión - Educación Diferencial Especialidad Retardo Mental - Magíster en Educación Diferencial |
| Departamento de Educación Parvularia  | - Educación Parvularia |
| Departamento de Formación Pedagógica  | - Magíster en Educación c/m en Evaluación Educacional - Magíster en Educación c/m en Gestión Educacional - Magíster en Educación c/m en Currículum Educacional - Magíster en Educación c/m en Pedagogía y Gestión Universitaria - Doctorado en Educación                                 |

## Premios nacionales

#### Premio Nacional de Educación
- 2021 - Nolfa Ibáñez Salgado

#### Premio Nacional de Humanidades y Ciencias Sociales
- 1999 - Humberto Giannini
- 2011 - Carla Cordua
- 2011 - Roberto Torretti
- 2016 - Tomás Moulian

#### Premio Nacional de Historia
- 1976 - Mario Góngora
- 2006 - Gabriel Salazar

#### Premio Nacional de Literatura
- 2014 - Antonio Skármeta

#### Premio Nacional de Ciencias
- 1996 - Nibaldo Bahamonde

## Exalumnos destacados

### I. Pedagógico
- Pedro Aguirre Cerda, egresado de Filosofía. (Presidente de Chile 1938-1941 )
- Eugenio González Rojas, egresado de Filosofía. (Ministro de Educación 1932)
- Pedro León Loyola, egresado de Filosofía y académico del Pedagógico.
- Nibaldo Bahamonde. Licenciado en Filosofía con mención en Ciencias Biológicas y Químicas. Jefe de la Sección de Hidrobiología del Museo Nacional de Historia Natural de Chile entre 1950 y 1982(PNC 1996).
- Saúl Schkolnik, licenciado en filosofía y escritor de cuentos para niños.
- Jorge Millas, filósofo y académico.
- Carla Cordua, egresada de Filosofía. (PNHCS 2011)
- Francisco Varela, estudiante de Filosofía, conocido porintroducir el concepto de autopoiesis en la biología, y por cofundar el Mind and Life Institute, institución encargada de promover el diálogo entre la ciencia y el budismo.
- Humberto Giannini, egresado de Filosofía. (PNHCS 1999)
- Antonio Skármeta, egresado de Filosofía. (PNL 2014)
- Mario Góngora, egresado de Filosofía con mención en Historia. (PNH 1976)
- Gabriel Salazar, egresado de Filosofía (1959-1963). (PNH 2006)

### UMCE
- Nolfa Ibáñez Salgado, egresada del magíster en Educación diferencial (PNE 2021).
- Bárbara Figueroa, egresada de Filosofía y actual presidenta de la Central Unitaria de Trabajadores.
- Claudio Arqueros, egresado de Filosofía y actual presidente de la Fundación Jaime Guzmán.
- Luis Mesina, egresado de maestría en educación y vocero de la Coordinadora Nacional de Trabajadores No+AFP.
- Dra. María Isabel Díaz, cursó un magíster en Educación en la UMCE. La presidenta Michelle Bachelet la nombró como la primera subsecretaria de educación parvularia.
- Lucía Pinochet, licenciada en Educación, exconcejal por la comuna de Vitacura e hija del general Augusto Pinochet Ugarte.
- Dra. Ana Olga Arellano, decano de la Facultad de Educación de la Universidad Bernardo O'Higgins.
- Jaime Veas, egresado del magíster en Gestión Educacional, actual decano de la Facultad de Ciencias de la Educación de la Universidad Central.
- Daniel Frassinetti, licenciado en Educación, investigador chileno, Curador Emérito del Área de Paleontología del Museo Nacional de Historia Natural de Chile.